# Carlprit

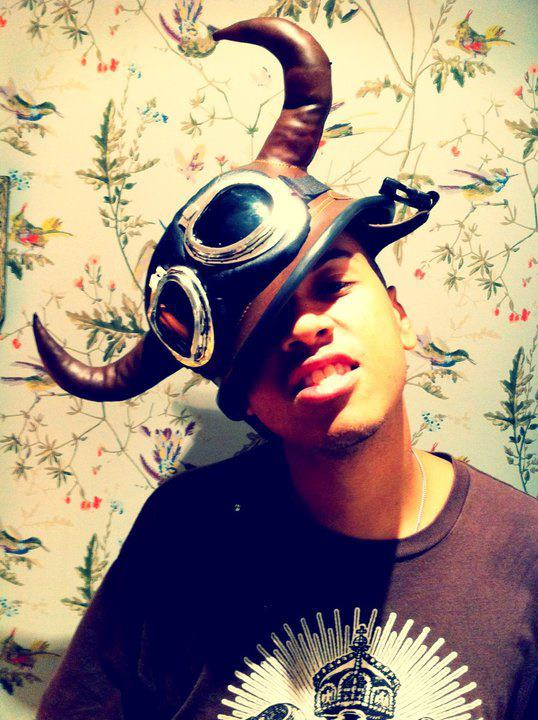
Carlprit 2012 in London

Carlprit (* 20. Mai 1986 in Avenues, Harare, Simbabwe als Rudi Schwamborn) ist ein deutsch-simbabwischer Rapper. Er wurde durch den Track Evacuate the Dancefloor mit Cascada, sowie seine Solo-Single Fiesta bekannt. Ursprünglich im Hip-Hop und Rap aktiv, wurde er seit 2011 stark von Dance-Musik beeinflusst.

## Biografie

### Leben und musikalische Anfänge
Carlprit wurde in Simbabwe geboren. Seine Mutter kommt ebenfalls aus Simbabwe, sein Vater ist Deutscher. Carlprit ist der jüngere Bruder von Metaphysics, der zusammen mit Marlon B. Rapper der Söhne Mannheims ist. Neben ihm hat er fünf weitere Geschwister. Er wuchs in Harare auf und besuchte die North Park Primary School und anschließend die Ellis Robins Boy High School. Im Alter von 14 Jahren zog er mit Metaphysics nach Deutschland, wo er seither lebt. Er arbeitet neben seiner Rap-Karriere auch als Schauspieler.
Seitdem er in Deutschland lebt, schreibt er eigene Songs und machte erstmals durch seine Teilnahme an dem Song The Universe seines Bruders Metaphysics auf sich aufmerksam. Dieser erschien dann am 25. August 2003 auf Metaphysics erstem Studioalbum Digitale Garten. Das Album erschien über das Plattenlabel Absolute M.
2006 gründete zusammen mit seinem Freund Dahoud Faron ein eigenes Label, das später jedoch wegen unterschiedlicher Interessen aufgelöst wurde. Er versuchte durch YouTube-Uploads auf sich aufmerksam zu machen und veröffentlichte schließlich über das Plattenlabel Gandanga Music seine Debüt-Single What Up Girl. Produziert wurde der Track vom deutschen DJ und Produzenten KMX Musik, der auch später bei vielen weiteren Liedern wie Thats The Way I Am oder All My Life mitwirkt. Die Single war jedoch ein eher geringerer Erfolg.
2009 nahm Carlprit ein Mixtape auf, das vom Wuppertaler Rapper und Produzenten DEDE produziert wurde. Es sollte unter dem Titel seines damaligen Label Hustlers Academy erscheinen. Jedoch wurde die Veröffentlichung durch ein anderes Projekt mit Cascada verzögert und schließlich vorerst abgebrochen.

### 2009–2011: Durchbruch mit Manian und Yanou
2009, immer noch unter dem Management von Metaphysics, wurde Carlprit vom Label Zooland Records der beiden Produzenten Manian und Yanou unter Vertrag genommen. Die in Köln ansässigen Produzenten, bekannt durch Projekte wie Cascada oder R.I.O., suchten zu dieser Zeit nach einem talentierten Rapper für ein neues Projekt, an dem sie gerade arbeiteten. Sie boten ihm an, sich an dem Lied Evacuate the Dancefloor zu beteiligen. Bereits drei Wochen später stand Carlprit im Studio und drehte kurze Zeit später zusammen mit Natalie Horler das Musikvideo zum Song in Los Angeles. Er wurde allerdings auf der CD nicht als Featuring-Artist erwähnt. Im Juni 2009 wurde die Single veröffentlicht und schnellte an die Spitze zahlreicher Charts. Er wurde zum Nummer-eins-Hit in England und den Niederlanden und bekam Platin in den USA. Der Track wurde weltweit über drei Millionen Mal verkauft. 
Im Januar 2010 veröffentlichte Carlprit dann noch über das Label Gandanga Music sein Mixtape Hustlers Academy als Gratis-Download. Es wurde zu einem Internet-Erfolg und konnte innerhalb weniger Stunden bis auf Platz eins der offiziellen Charts der Webseite Reverbnation steigen. Seit 2009 war Carlprit an mehreren Projekten beteiligt. Zuerst veröffentlichte er See You At The Top, zusammen mit den Brüdern Bkay und Kazz. Das Video zum Song zeigt die Teilnehmerinnen der deutschen TV-Show Model WG, sowie die Miss Germany Finalistin Marina Lee und FHM Model Julia Grulisch.
Kurz darauf nahm er zwei weitere Tracks mit Cascada auf, Unspoken und Independence Day, die auf dem vierten Cascada-Album Original Me enthalten sind. Zusätzlich bekam Carlprit die Gelegenheit, sich zusammen mit dem Michael Mind Project an einem Remix zu Alexandra Stans Nummer-eins-Hit Mr. Saxobeat zu beteiligen. Auch auf ihrer Single 1.000.000 ist er zu hören.
Am 9. September 2011 brachte er seine Solo-Single 1234 heraus. Die Sängerin Caroline von Brünken wirkte hierbei als Sängerin des Refrains, sowie als Songwriterin mit. Der Track erschien über das Plattenlabel Zooland Records. Der Titelsong der Single wurde vom deutschen Dance-Projekt R.I.O. gemixt, dessen Mitglieder die Gründer des Labels sind. Der Song blieb trotz Erfolgen in den Clubs kommerziell weniger erfolgreich.

### Seit 2011: Zusammenarbeit mit Modana
Seit 2011 arbeitet er regelmäßig mit dem deutschen DJ Modana, der auch als Steve Morane oder bürgerlich als Stephan Endemann bekannt ist, zusammen. Ihre erste gemeinsame Single trug den Titel Mr Dobalina und erschien am 21. April 2011. Der zweite Titel des Duoas war Shake That Boo Boo und wurde am 5. August 2011 veröffentlicht.
2012 erschien die nächste gemeinsame Single. Es war Party Crash und wurde am 11. Juni 2012 erstmals herausgebracht. In Deutschland wurde sie jedoch erst parallel mit Club Go Mad im Oktober 2012 veröffentlicht. Club Go Mad ist die bisher erfolgreichste Single als Duo. Es konnte bis in die Top-40 der deutschen iTunes-Charts und bis auf Platz 43 der österreichischen Single-Charts vorrücken. Im Winter, am 7. Dezember 2012, wurde Hot Spot eine weitere Single der beiden veröffentlicht.
Die sechste Duo-Single erschien am 5. April 2013. Sie trägt den Titel Your Biggest Fan und erhielt besonders durch das spektakuläre Musikvideo, bei dem Alexander „Sascha“ Koslowski und Dimitri „Dima“ Koslowski vom YouTube-Comedy-Duo DieAussenseiter mitwirken, große Promotion beziehungsweise Bekanntheit.

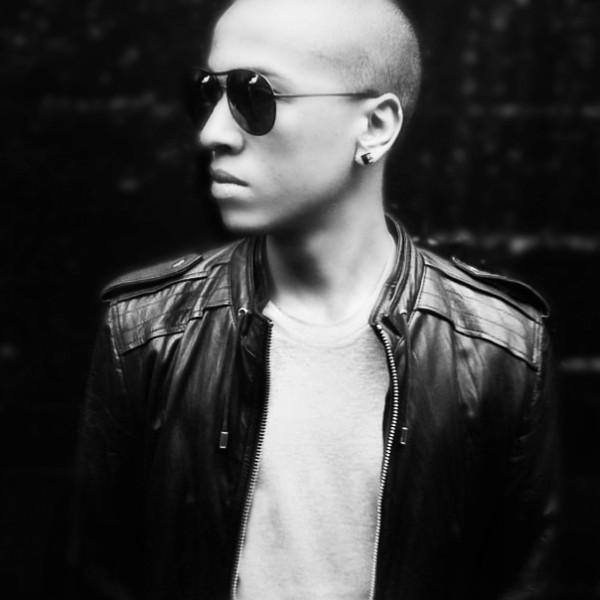
Carlprit in Los Angeles

### Seit 2012: kommerzieller Erfolg und Vertrag mit Sony
Im Sommer 2012 arbeitete er zusammen mit Darius & Finlay und Nicco an einer neuen Version des Erfolgstrack Do it All Night. Schon früh nach der Veröffentlichung stieg die Single bis in die iTunes-Top 30 und nach einer Woche auch in die Top 40 aller deutschsprachigen Länder, sowie in vielen anderen europäischen Ländern ein.
Im Spätherbst 2012 unterschrieb Carlprit einen Vertrag mit Sony Music, bzw. mit dessen Sublabel Nitron Music, das sich auf Dance-Musik spezialisiert, und trennt sich somit von Manian und Yanous Plattenlabel Zooland Records. Durch den Wechsel endete auch die Zusammenarbeit mit den beiden DJs und Carlprit baute sich ein neues Projekt zusammen mit der Sängerin und Songwriterin Caroline von Brünken, sowie mit dem deutschen DJ- und Produzenten-Duo Michael Mind Project auf. Nachdem er dies bekannt gab, kündigte er direkt eine neue Single an, und zwar Fiesta.
Im Winter 2012 erschien die Promo-Single Fiesta die vom Michael Mind Project gemixt, komponiert und produziert wurde. Hier sang Caroline von Brünken den Refrain und assistierte beim Songwriting. Der Song stieg direkt in die Schweizer, französischen und belgischen Charts ein. Dort erreichte er in der Schweiz Platz 45 für eine Woche, in Frankreich Nummer 39 für 21 Wochen und in Belgien Platz 26 für 5 Wochen. Am 10. Mai 2013 erschien Fiesta als offizielle Single mit verschiedenen Remixen. Er erreichte anfangs lediglich Platz 93 der deutschen Single-Charts konnte später bis auf Platz 53 steigen. Zudem hielt sich der Song 10 Wochen in den deutschen Dance-Charts. 
Im Frühjahr 2013 erschien, wie zu Fiesta ein neuer Song, Here We Go (Allez Allez) als Promo-Single. Bisher wurde er allerdings nur in Frankreich veröffentlicht. Es handelt sich hierbei um ein Cover des Songs Allez Allez von Petty Joy und Uno Jahma aus dem Jahre 2012. Auch dieser Titel vom Michael Mind Project gemixt, komponiert und produziert. In den belgischen Tip-Charts konnte die Promo-Single bereits sogar Platz 22 erreichen. Im Mai 2013 gab Carlprit bekannt, dass derzeit die Dreharbeiten für Here We Go (Allez Allez) auf Hochtouren laufen und veröffentlichte zudem erste Bilder des Drehs. Die offizielle Single wurde im August 2013 mit neuen Remixen, unter anderem von E-Patment über Sony Music veröffentlicht.
Ebenfalls 2013 bildete er zusammen mit Tony T. und den Söhne-Mannheims-Rappern Metaphysics und Marlon B. die Musikgruppe DNGRS Crew (kurz für Dangerous Crew). Ihre erste Single Dangerous nahmen sie gemeinsam mit DJ Mase auf. Sie erschien am 24. Mai 2013 über Kontor Records.
Der nächste Song des Projekts „Carlprit-Caroline von Brünken-Michael Mind Project“ wurde am 8. November 2013 veröffentlicht. Er trug den Titel Party Around the World. Eine frühzeitige Veröffentlichung als Promo-Single erfolgte nicht. Hierbei wurde Caroline von Brünken erstmals als offizielle Gastmusikerin mit ihrem Pseudonym CvB angegeben. Das Michael Mind Project wurde wie bei den letzten beiden Songs nach wie vor als Remixer angegeben. Eine weitere Single wird am 31. Januar 2014 erscheinen. Sie trägt den Namen Remember to Forget und enthält Vocals des Sängers Jaicko Lawrence. Zudem enthält die Single als Bonus-Track das Lied Savages, das ursprünglich unter dem Namen Barbarous im Frühjahr 2013 vom Michael Mind Project und Carlprit veröffentlicht. Nun wurde der Refrain neu eingesungen, der Text umgeschrieben und unter anderem Titel veröffentlicht. Eine Woche nach der Veröffentlichung erreichte Remember to Forget eine Platzierung in den deutschen Single-Charts und konnte den Erfolg von Fiesta und Here We Go (Allez Allez) übertreffen.
Im Oktober 2014 gab Carlprit bekannt, einen weiteren Song mit dem US-amerikanischen Sänger Jaicko Lawrence aufzunehmen. Das Lied trägt den Namen Only Get Better und wurde am 7. November 2014 über Sony Music veröffentlicht. Vorgestellt wird der Track auf der Kompilation „Club Sounds Vol. 71“. Bereits Ende Oktober 2014 erschienen mehrere Promo-Versionen des Liedes im Internet. Das Lied ist seit 2012 das erste, das nicht von Michael Mind Project produziert wurde. Als Songwriter, Komponist und Produzent wirkte stattdessen der kanadische Musiker Jenson Vaughan, der unter anderem als Sänger der Lieder Sky Is the Limit und Bella Vita von DJ Antoine sowie als Songwriter von Madonnas Girl Gone Wild und Steve Aoki und Kid Inks Delirious ist.

## Diskografie
Studioalben
| Jahr | Titel            | Anmerkungen                                              |
| ---- | ---------------- | -------------------------------------------------------- |
| 2010 | Hustlers Academy | Erstveröffentlichung: 11. Januar 2010 als Gratisdownload |